# Marcus Fulvius Flaccus (konsul 125 f.Kr.)
Marcus Fulvius Flaccus, död 121 f.Kr., var en romersk politiker.
Marcus Fulvius Flaccus var anhängare till bröderna Gracchus och blev konsul 125 f.Kr. Han kämpade i Transalpinska Gallien och firade triumf 123 f.Kr. Marcus Fulvius Flaccus ställdes inför folktribun tillsammans med Gaius Gracchus 122 f.Kr. och dödades året efter av optimaterna.